# India Juliana
Juliana, más conocida como la India Juliana,  es el nombre cristiano de una mujer del pueblo cario —parcialidad guaraní ubicada entre los ríos Manduvirá, Tebicuary y Paraguay— que vivió en la recién fundada Asunción, en el Paraguay colonial temprano, conocida por matar a un colono español entre 1539 y 1542. Fue una de las muchas indígenas de la región que fueron entregadas o robadas por los españoles, forzadas a servirles y tener hijos bajo un régimen de esclavitud sexual. El territorio estaba gobernado por Domingo Martínez de Irala, elegido por sus pares en 1538 tras la desaparición en una expedición del gobernador designado Juan de Ayolas. Después de la destrucción de Buenos Aires en 1541, Asunción recibió un número mucho mayor de españoles y fue declarada oficialmente ciudad. Dado que el área no era rica en minerales como habían previsto, los colonos generaron riqueza a través del trabajo forzado de los indígenas, y en Asunción se usó el comercio de esclavos.
Tras llegar a España la noticia de la probable muerte de Ayolas, el explorador Álvar Núñez Cabeza de Vaca fue declarado adelantado y enviado a Asunción para tomar el poder, llegando a la ciudad en 1542. Sin embargo, la presencia de Cabeza de Vaca provocó descontento entre los pobladores, siendo apresado y devuelto a España en 1544. La historia de la India Juliana proviene de sus crónicas, así como de los de su escriba Pero Hernández, ambos redactados por este último en 1545. Según estas fuentes, la India Juliana envenenó con hierbas a un colono español llamado Ñuño de Cabrera —ya sea su esposo o su amo— y fue liberada a pesar de haber confesado el crimen. Según su relato, a su llegada a Asunción, Cabeza de Vaca se enteró del crimen e impunidad de Juliana, quien incluso se jactaba de sus acciones ante sus compañeras. En respuesta, ordenó su ejecución por desmembramiento, como castigo por el crimen y como aleccionamiento a las demás mujeres indígenas para que no hicieran lo mismo. El relato de Cabeza de Vaca se presentó como prueba judicial al Consejo de Indias y pretendía mostrar la mala gestión de la región por parte de Irala durante la ausencia de Ayolas.
La India Juliana es considerada una de las figuras más destacadas en la historia de las mujeres de Paraguay, y su incitación a otras mujeres a matar a sus amos es considerada como una de las primeras insurgencias indígenas registradas de la época. A partir del relato de Cabeza de Vaca, han surgido numerosas versiones de la historia de la India Juliana, con diversas connotaciones ideológicas. Aunque el núcleo de su historia suele ser el mismo, los relatos difieren en detalles como la fecha de los hechos, la forma en que mató a Cabrera —algunos afirman que lo apuñaló con una espada o lo decapitó con una daga— y el método con el que fue ejecutada, como ahorcamiento, hoguera o decapitación. Aunque algunos han considerado a la India Juliana una facilitadora de los españoles y forjadora de la nación paraguaya, otros la reclaman como una rebelde y símbolo de la resistencia indígena a la colonización. Varias interpretaciones modernas la describen como una feminista, y tanto activistas como académicas reivindican su figura. La historia de la India Juliana ha sido objeto de numerosas obras de ficción histórica. Una calle de Asunción lleva su nombre desde 1992, una de las pocas nombradas a partir de una persona indígena en lugar de una etnia en conjunto.